# سيسبان سيسباني
سيسبان سيسباني أو سيسبان مصري (الاسم العلمي:Sesbania sesban) هو نوع من النباتات يتبع جنس السيسبان من الفصيلة البقولية. ويعتبر شجيرة كبيرة متوسطة صفراء الزهور وتنمو البذور في مختلف أنواع التربة. تم وصف هذا النوع من النبات علمياً لأول مرة من قبل كارولوس لينيوس سنة 1753 (تحت اسم Aeschynomene sesban) وإلمر درو ميريل سنة 1912.